# Xã Brandywine, Quận Hancock, Indiana
Xã Brandywine (tiếng Anh: Brandywine Township) là một xã thuộc quận Hancock, tiểu bang Indiana, Hoa Kỳ. Năm 2010, dân số của xã này là 2.392 người.